# (6586) Seydler
(6586) Seydler ist ein Asteroid des Hauptgürtels, der am 28. Oktober 1984 vom tschechischen Astronomen Antonín Mrkos am Kleť-Observatorium (IAU-Code 046) bei Český Krumlov entdeckt wurde.
Der Asteroid wurde nach dem böhmischen Physiker und Astronomen August Seydler (1849–1891) benannt, der ein zweibändiges Werk über „Theoretische Physik“ in tschechischer Sprache verfasste und sich mit Bahnberechnungen von Kleinplaneten und Kometen befasste.